# اوهارا تشین

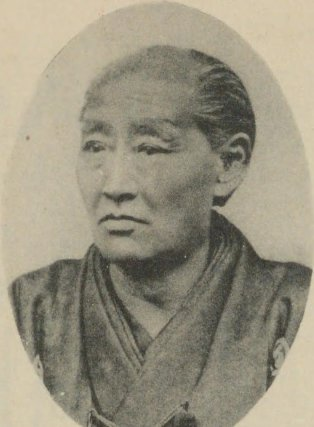

اوهارا تشّین (به ژاپنی: 小原鉄心) (۱۸۷۲ – ۱۸۱۷ میلادی) یک سامورایی در دوره باکوماتسو از اهالی قلمروی اوگاکی بود. در شورش کینمون یکی از رهبرانی بود که با شورشیان قلمروی چوشو مقابله کرد.